# Adam Wild
Adam Wild és una sèrie de còmic d'aventures de la casa Sergio Bonelli Editore, creada per Gianfranco Manfredi. Es va publicar a Itàlia des de l'octubre del 2014 al novembre de 2016, amb un total de 26 números.

## Argument i personatges
Adam Wild és un explorador escocès de finals del segle xix , membre de la Royal Geographical Society, rebel i inconformista. El seu elevat sentit de la justícia el porta a posar-se del costat dels indígenes d'Àfrica contra els mercaders d'esclaus i els explotadors estrangers.Té un profund vincle d'amistat amb el comte Molfetta, encara que els dos sovint discuteixen sobre què fer. Normalment porta una camisa vermella sota una túnica taronja i uns pantalons de ratlles blaves. Sempre porta botes i un cinturó amb una pistola acoblada. El seu rostre recorda molt a Sean Connery de jove, mentre que el seu característic bigoti el fa assemblar-se a Errol Flynn, Clark Gable i Douglas Fairbanks
La seva xicota és Amina, una princesa bantú que ell mateix ha alliberat d'un vaixell negrer; és una gran líder, hàbil caçadora i experta guerrera. Un altre company de viatge és Narcís Molfetta, un comte italià crescut al Vaticà, que ha contractat a Adam com a guia per a seguir els passos de David Livingstone en les seves exploracions africanes, des de Zanzíbar fins al llac Tanganica.

## Autors
Gianfranco Manfredi, fou el creador de la sèrie al guió i al dibuix en els seus inicis. D'altres dibuixants que hi han aportat el seu art són; 
Matteo Bussola, Lucca Casalanguida, Massimo Cipriani, Vladimir "Laci" Krstic, Antonio Lucchi, Marcello Mangiantini, Pedro Mauro, Alessandro Nespolino, Gabriele Parma, Darko Perovic, Paolo Raffaelli, Sinisa Radovic, Ibraim Roberson, Giorgio Sommacal, Damjan Stanich, Stevan Subic, Zoran Tucić.

## Història editorial
La sèrie, les portades de la qual són creades per Darko Perović, compta amb la col·laboració de dos dissenyadors ja treballant en altres publicacions de Bonelli, com ara Alessandro Nespolino, l'autor a qui es va encarregar la creació gràfica del personatge protagonista, i dibuixants amb la seva primera experiència amb l'editorial milanesa, es desenvoluparan en llibres a partir del mes d'octubre i 420 tenen com a escenari el centre-sud d'Àfrica i cronològicament se situen al segle XIX.